# مرج أبو شارب (الرقة)
مرج أبو شارب قرية سورية تتبع ناحية مركز الرقة في منطقة مركز الرقة في محافظة الرقة. بلغ عدد سكانها 132 نسمة في عام 2004 حسب إحصاء المكتب المركزي للإحصاء.